# Jakobshavn Isbræ

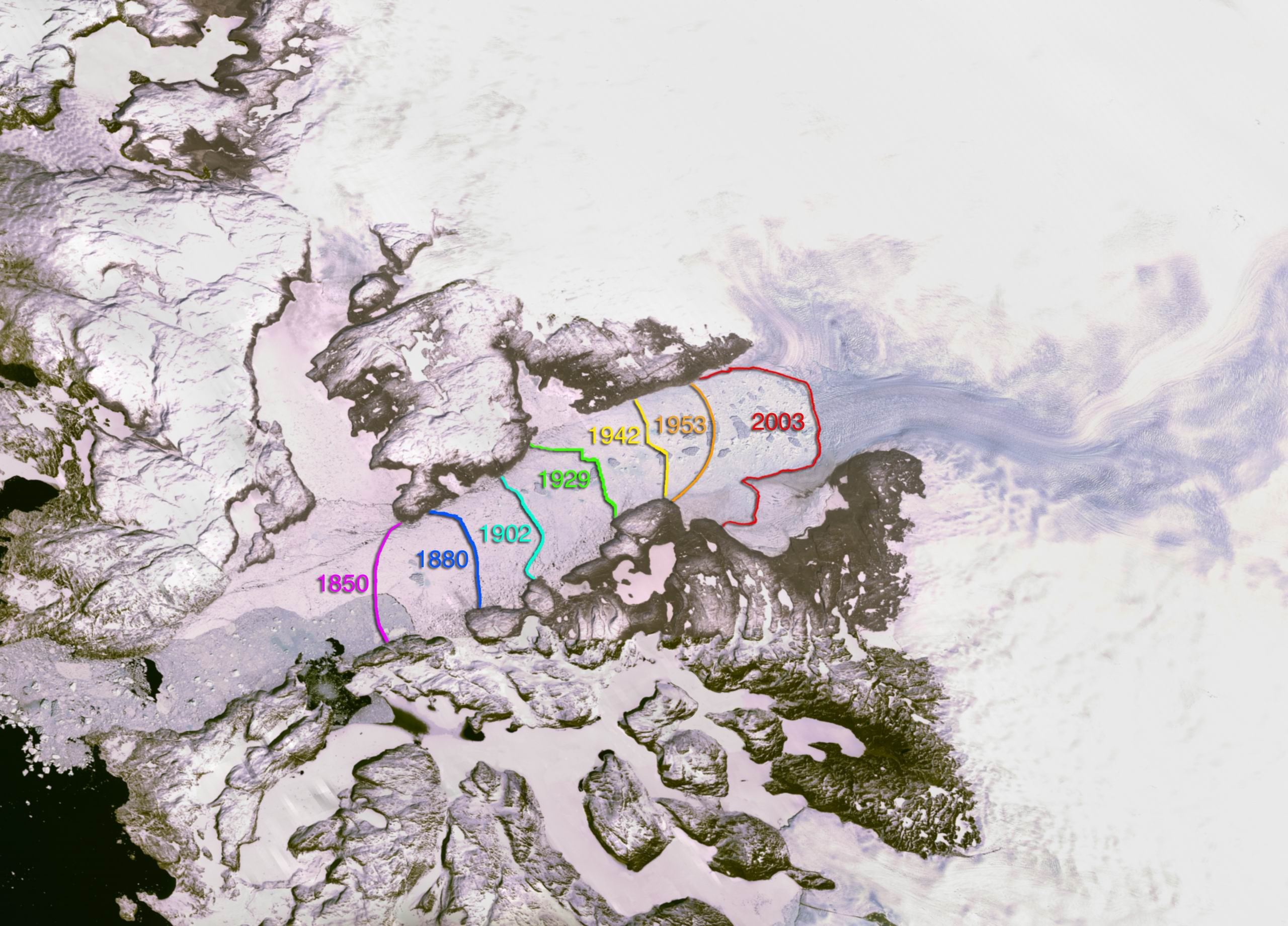
Imagem de satélite do glaciar Sermeq Kujalleq. As linhas coloridas mostram o recuo da zona terminal do glaciar Sermeq Kujalleq desde 1850. A área que se estende desde a zona terminal até ao mar no canto inferior esquerdo é o fiorde de Ilulissat. Cortesia do Nasa Space Observatory

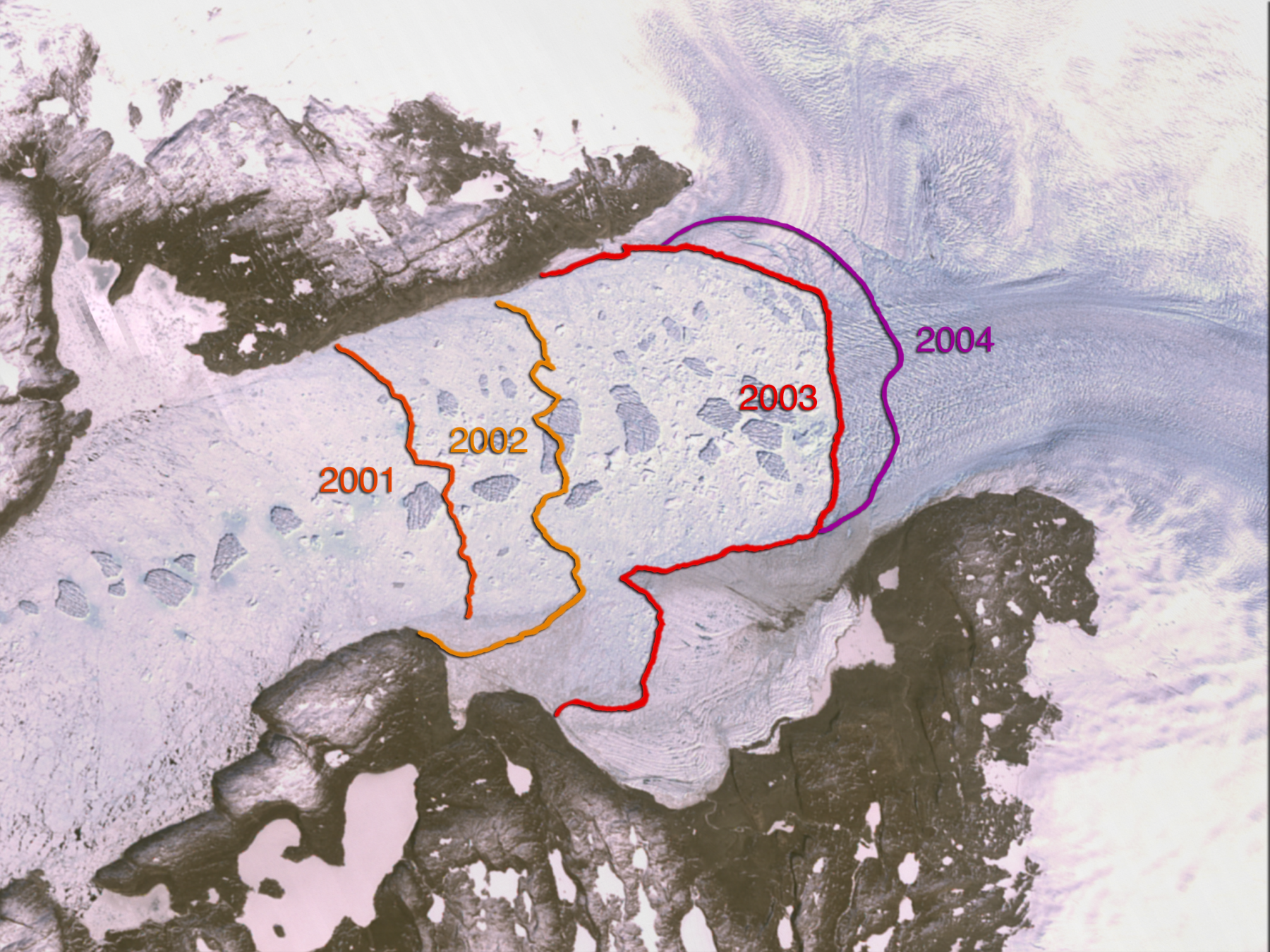
Imagem de satélite mostrando a recente aceleração do recuo da zona terminal do glaciar Sermeq Kujalleq. Cortesia do Nasa Space Observatory

Sermeq Kujalleq, também conhecido como glaciar Jakobshavn e Jakobshavn Isbræ (em dinamarquês) é um grande glaciar de descarga na Gronelândia Ocidental. Situa-se próximo da cidade gronelandesa de Ilulissat (em dinamarquês Jakobshavn), no fiorde de gelo de Ilulissat  aproximadamente em 69° 10′ N, 49° 50′ O.
O glaciar Sermeq Kujalleq é um dos contribuintes principais para o balanço de massa do manto de gelo da Gronelândia, dando origem a cerca de 10% de todos os icebergues da Gronelândia. Estima-se que o peso dos icebergues que anualmente se desprendem deste glaciar e que atravessam o fiorde seja aproximadamente igual a 35 biliões de toneladas. Os icebergues que se desprendem do glaciar são muitas vezes tão grandes (até 1 km de altura) que são demasiado altos para flutuarem ao longo do fiorde, ficando presos nos baixios, às vezes durante anos, até serem fragmentados pela força do glaciar e de icebergues situados mais acima no fiorde. Estudado ao longo de mais de 250 anos, o glaciar Sermeq Kujalleq ajudou à compreensão das mudanças climáticas e glaciologia dos mantos de gelo.
É também um dos mais rápidos glaciares do mundo, fluindo com velocidades da ordem dos 20 a 22 metros por dia no seu ponto terminal. Esta velocidade tem aumentado nos anos mais recentes, provavelmente devido ao aquecimento global. O aumento da velocidade do fluxo de gelo e a duplicação da quantidade de gelo que flui de terra firme para o oceano contribui para a subida do nível do mar em aproximadamente 0.06 mm por ano.